# Рейрс, Янис
Янис Рейрс (латыш. Jānis Reirs; род. 23 сентября 1961, Рига) — латвийский государственный деятель, министр финансов (2014—2016, 2019—2022).

## Биография
Родился 23 сентября 1961 года в Риге. Учился в Латвийском университете, где получил степень магистра экономики.
В студенческие годы Рейрс был активным коммунистическим активистом, в то время, когда прогрессивная часть населения Латвии стремилась к независимости.
В 2002 году вместе с Эйнарсом Репше Рейрс стал одним из основателей партии «Новое время». После выборов 2002 года Рейес стал депутатом Сейма, а с 2004 по 2006 год занимал пост министра по особым поручениям в области электронного администрирования.
В 2014—2016 и 2019—2022 годах Рейрс занимал пост министра финансов в кабинетах Лаймдоты Страуюмы и Кришьяниса Кариньша.
Рейрс участвовал в парламентских выборах 2022 года в Латвии по списку «Нового единства», но не получил достаточного количества голосов, чтобы попасть в Сейм. После того, как его коллега по партии Анда Чакша была назначена министром образования, Рейрс получил временное место в Сейме, где занимал пост председателя Комиссии по бюджету и финансам.

## Награды
- Медаль Балтийской ассамблеи (2004)[4].